# Eduardo Pineda
Carlos Eduardo Pineda Moreno (Santa Ana; 31 de octubre de 1931-10 de junio de 2017) fue un futbolista salvadoreño que jugaba como delantero.

## Clubes
| Club              | País        | Año       |
| ----------------- | ----------- | --------- |
| Cosmos            | El Salvador | 1946-1947 |
| FAS               | El Salvador | 1947-1961 |
| Atlante San Alejo | El Salvador | 1961-1962 |

## Palmarés

### Títulos nacionales
| Título           | Equipo | País        | Año     |
| ---------------- | ------ | ----------- | ------- |
| Primera División | FAS    | El Salvador | 1951-52 |
| Primera División | FAS    | El Salvador | 1953-54 |
| Primera División | FAS    | El Salvador | 1957-58 |
| Primera División | FAS    | El Salvador | 1961-62 |

### Distinciones individuales
| Distinción                                            | Año     |
| ----------------------------------------------------- | ------- |
| Máximo goleador de la Primera División de El Salvador | 1948-49 |